# Dongfu, Heilongjiang
Dongfu (kinesiska: 东富, 东富乡) är en sockenhuvudort i Kina. Den ligger i provinsen Heilongjiang, i den nordöstra delen av landet, omkring 110 kilometer norr om provinshuvudstaden Harbin. Antalet invånare är 33 317. Befolkningen består av 16 505 kvinnor och 16 812 män. Barn under 15 år utgör 13,0 %, vuxna 15-64 år 80 %, och äldre över 65 år 6,0 %.
Runt Dongfu är det ganska tätbefolkat, med 185 invånare per kvadratkilometer. Närmaste större samhälle är Dayou, 3,4 km sydväst om Dongfu. Trakten runt Dongfu består till största delen av jordbruksmark.
Genomsnittlig årsnederbörd är 871 millimeter. Den regnigaste månaden är juli, med i genomsnitt 215 mm nederbörd, och den torraste är januari, med 9 mm nederbörd.